# S.E.S.
S.E.S. (Эс-И-Эс, кор. 에스.이.에스, акроним Sea, Eugene, Shoo) — южнокорейская гёрл-группа, сформированная в 1997 году компанией SM Entertainment. Коллектив состоял из трёх участниц: Бады, Юджин и Шу.. Группа дебютировала в ноябре 1997 года с альбомом i’m Your Girl. Их дебютный альбом был продан в размере 650.000 копий, став самым продаваемым альбомом женской группы В Южной Корее. Их последующие альбомы, Sea & Eugene & Shoo в 1998 году, Love в 1999 году и A Letter from Greenland в 2000 году также стали самыми продаваемыми альбомами.
В ранние годы они были также известны как женский аналог H.O.T, и были феноменально популярны. S.E.S. считается одной из первых очень успешных K-pop групп.
S.E.S. были оспорены такими группами, как Fin.K.L и Baby V.O.X, которые дебютировали примерно в то же время и также пользовались успехом. Группа официально распалась в декабре 2002 года после истечения контрактов Бады и Юджин, хотя Шу в конечном итоге также покинула SM Entertainment в 2006 году. Их последним релизом стал альбом Beautiful Songs, выпущенный в середине 2003 года, где они в последний раз продвигали свой последний оригинальный сингл «S. II.S (Soul To Soul)», из альбома Friend.
В последующие годы бывшие участницы занялись сольной деятельностью, а также актёрской карьерой, с разной степенью успеха.
В октябре 2016 года было объявлено, что трио вернётся, чтобы отпраздновать своё 20-летие с момента дебюта с альбомом i’m Your Girl. Их 20-й юбилейный специальный альбом, Remember был выпущен 2 января 2017 года, с двойными ведущими треками «Remember» и «Paradise».

## Название
Первые буквы имен девушек и образуют название трио.
Бада (Sea), Юджин (Eugene), Шу (Shoo).

## История

### Пре-дебют
Первой участницей группы стала Бада. Её в 1996 году заметил Ли Су Ман. Услышав голос Бады в школьной постановке, основатель SM Entertainment предложил девушке подписать контракт. Так в S.E.S. появилась первая участница. Следующей к группе присоединилась Юджин. В то время она жила на острове Гуам, так что отправила на прослушивание видеозапись со своим выступлением. Представитель SM, посмотревший видео девушки, решил, что с такой пылкой индивидуальностью она точно сможет стать звездой, и пригласил её в агентство. Последней к S.E.S. присоединилась Шу. Она, единственная из трёх девушек, действительно прошла прослушивание, чтобы попасть в коллектив. Как только все участницы были отобраны, их начали готовить к дебюту, занимаясь с ними уроками вокала, танцев и актерского мастерства.

### 1997—1998: Дебют сI’m Your GirlиSea & Eugene & Shoo
S.E.S дебютировали в ноябре 1997 года с альбомом I’m Your Girl с одноимённой заглавной песней, рэп в которой читали Эрик и Энди из группы Shinhwa. Их взгляд в то время был очень невинным, с их звуком, состоящим в основном из милых песен о любви. В большей части своей рекламной работы, включая появление на шоу, они продемонстрировали свои многочисленные способности: Юджин продемонстрировала её обучение игре на фортепиано, в то время как Бада продемонстрировала свой сильный голос, а Шу поддержала своей вокальной гармонией. В конце концов, синглы «I’m Your Girl» (в которых были будущие участники Shinhwa Эрик Мун и Энди Ли, читающие рэп во введении) и «Oh, My Love!» стали огромными успехом для S.E.S. И они быстро стали одной из самых продаваемых групп в K-Pop. Бада быстро прославилась своим вокальным диапазоном, Юджин красотой, а Шу беглостью японского языка.
Второй альбом группы Sea & Eugene & Shoo был выпущен в 1998 году. В него вошла и песня «Dreams Come True» (кавер-версия композиции «Like A Fool» финской группы Nylon Beat), в выступлениях с которой заметна смена концепции группы: космические костюмы с блестками и волосы в стиле фанк. Эта песня вместе, как и «너를 사랑해» (I Love You), также стала хитом. Второй альбом разошёлся тиражом свыше 650 000 копий.
В 1998 году группа выпустила первый японский сингл «Meguriau Sekai». Его продвижением девушки не занимались, и он не принес S.E.S. особой популярности в Японии.

### 1999—2000:Love,A Letter From Greenlandи рост популярности
В конце 1999 года был выпущен третий альбом группы Love. Он стал самым продаваемым за всю историю существования коллектива и разошёлся тиражом свыше 762 000 копий. Этот рекорд до сих пор не побил ни одна гёрл-группа. Продвигая этот альбом, девушки предстали в новых образах: осветлённые волосы и наряды из кожи. А Бада вообще превратилась в блондинку, не поставив менеджера группы в известность. Видео на заглавную песню «Love» было снято в Нью-Йорке и обошлось агентству в один миллион долларов. S.E.S. занимались промоушеном альбома до конца января 2000 года.
В декабре того же года вышел четвёртый альбом A Letter From Greenland. Концепция группы вновь сменилась: девушки примерили на себя образ «зрелых женщин». Стиль их песен также отошёл от лёгкой поп-музыки: вместо симпатичных поп-песен (как их первые два альбома) или R&B-поп-песен (как их третий альбом), этот альбом был очень джазовым. «Show (Show Me Your Love)» был первым синглом с альбома. Кавер на J-pop звезду Misia’s Tsutsumi Komu Youni…, песня была медленной, джазовой балладой, которая демонстрировала вокальные способности всех трёх участниц. Этот сингл и альбом продолжили победную серию S.E.S, помогая укрепить их статус как топ-группы K-pop в то время. Второй сингл, «Be Natural», также прошёл довольно хорошо, хотя и недостаточно продвигался по сравнению с первым.

### 2001—2002:Surprise,Choose My Life-U,Friendи расформирование
Летом 2001 года вышел специальный альбом «Surprise». В него вошли корейские версии песен, выпущенных в Японии в 2000 году. Видео на ставшую хитом композицию «Just In Love» было снято в Таиланде. Во время продвижения этого альбома на одном из музыкальных шоу Бада упала в обморок от изнеможения. S.E.S. завершили промоушен раньше, чем планировалось, что сразу сказалось на продажах альбома (было продано всего 350 000 копий).
Предпоследний студийный альбом Choose My Life-U попал на прилавки музыкальных магазинов весной 2002 года. Альбом дополнил красочный фотобуклет. Заглавный трек «U» отличался от предыдущих тем, что по жанру был ближе к танцевальной музыке. Эта песня вернула девушек на вершины чартов.
Последним для S.E.S. стал специальный альбом Friend. Его релиз состоялся в конце 2002 года. Музыкальное видео на заглавную песню «Soul II Soul (S.II.S.)» было снято в довольно мрачных тонах: Бада, пишущая в слезах письмо, Юджин, режущая мягкие игрушки, и Шу, охотящаяся за кругом света на своей кровати. Несмотря на свою необычную концепцию, клип не привлек внимания к группе.
В конце года S.E.S. распались. Хотя первой из коллектива и ушла Юджин, в новостях появилось много заметок о том, что девушки ещё в 2000 году решили, что через пару лет каждая из них займётся сольной деятельностью.

### 2003—2015: Мероприятия и воссоединения после расформирования
Выпустив сборник прекрасных песен, участницы последовали сольной карьере в музыке и актёрском мастерстве.
В 2007 году группа отпраздновала своё 10-летие, а в 2008 году они появились как группа на южнокорейском шоу Happy Sunday. В октябре 2009 года они вместе выступили на шоу Come To Play.
В 2014 году их песня «Be Natural» стала ремейком группы Red Velvet, которая в то время состояла из четырех участниц. Трек стал их вторым официальным синглом. Также в этом году участницы Бада и Шу появились в качестве гостей на шоу Infinite Challenge, как часть их специальной программы 1990-х Saturday, Saturday, I Am A Singer. По этому случаю, Юджин отсутствовала в связи с беременностью и была заменена Сохён из Girls Generation.

### 2016—2017: Проект в честь 20-летия

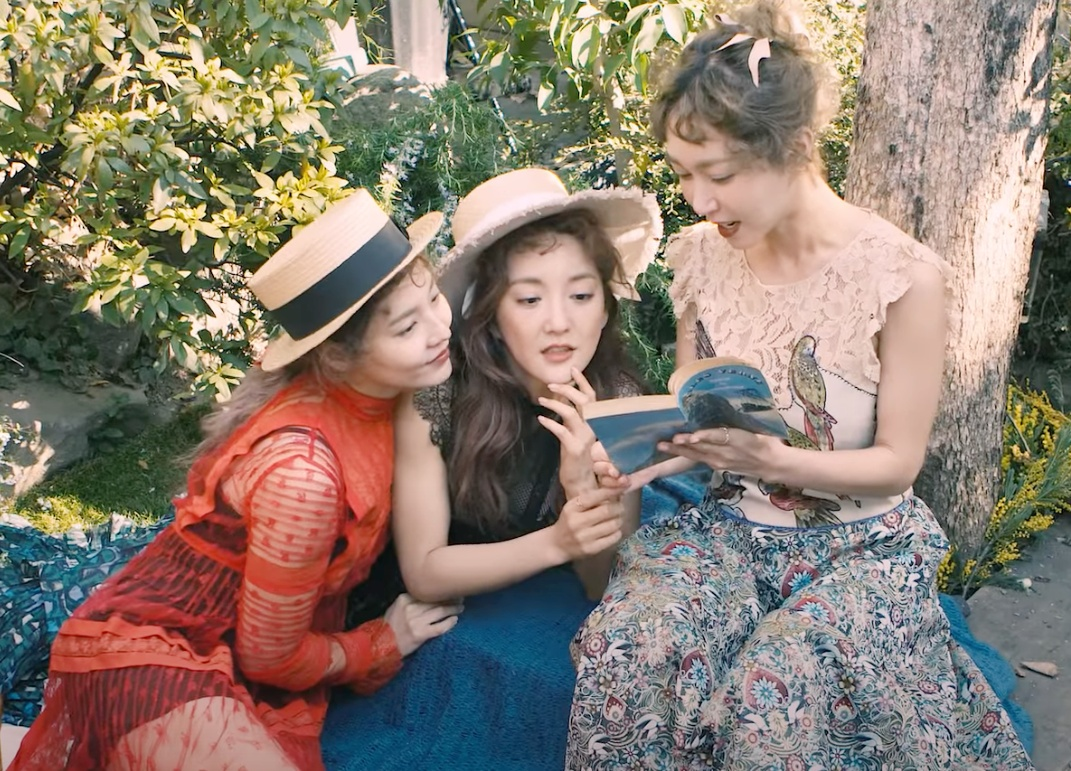
S.E.S для Marie Claire Korea, март 2017 года.

28 мая 2016 года S.E.S приняли участие в благотворительной акции Green Heart Bazaar.
несколько месяцев спустя, в октябре, было объявлено, что S.E.S. официально вернутся на музыкальную сцену в 2016 году, почти через 20 лет после выхода их дебютного альбома. 23 ноября расписание группы было обнародовано лейблом с официальным объявлением специального праздничного альбома. 23 ноября был раскрыт проект возвращения группы #Remember, подробно описывающий предстоящие релизы S.E.S.
28 ноября S.E.S выпустили песню «Love [story]», ремейки их песен 1997 года «i’m Your Girl» и «Love» 1999 года, через проект SM Station, клип был выпущен 29 декабря.
Начиная с 5 декабря, группа снялась в десяти эпизодах реалити-шоу Remember, I’m Your S.E.S, которая транслировалась через мобильное приложение Oksusu. Они также провели двухдневный концерт «Remember, The Day», 30 и 31 декабря в зале Daeyang университета Сечжон в Сеуле.
27 декабря было объявлено, что новый альбом S.E.S. будет называться Remember и содержит два основных сингла. Два дня спустя анонсы музыкальных клипов и синглов «Remember»'и «Paradise» были выпущены вместе с полным музыкальным видео «Love». Первый сингл «Remember» был официально выпущен до альбома 1 января, с его музыкальным видео; второй сингл «Paradise» был выпущен 2 января, также с его музыкальным видео, наряду с полным альбомом.
1 марта они провели фан-митинг под названием «Я буду там, жду тебя».

### Сольная деятельность
На данный момент все участниц стали успешными сольными артистками. Из троицы только Шу продлила свой контракт с SM Entertainment, а в 2006 году после того, как срок его действия вновь истёк, ушла в другое агентство. Девушка не стала связывать свою судьбу с эстрадной деятельностью, отдав предпочтение кинематографу и мюзиклам.
Две другие участницы сразу после ухода из группы подписали контракты с новыми лейблами: Бада с JIIN Entertainment, а Юджин с PFull Entertainment. Обе девушки состоялись как сольные певицы. Их дебютные синглы хорошо продавались и занимали первые строчки различных корейских чартов. Но, в конечном счёте, только Бада осталась верна эстрадной музыке, а Юджин предпочла стать актрисой.
Все три девушки любят говорить, что, возможно, когда-нибудь группа S.E.S. вернётся. Только время покажет, суждено ли этому сбыться, а пока Бада, Шу и Юджин продолжают дружить, только иногда выступая вместе на церемониях награждения и мероприятиях, посвящённых годовщинам со дня дебюта группы.

## Состав
| Сценический псевдоним | Настоящее имя | Дата рождения | Позиция в группе                                     | Гражданство      |
| --------------------- | ------------- | ------------- | ---------------------------------------------------- | ---------------- |
| Бада                  | Чхве Сон Хи   | 28.02.1980    | Лидер, главный вокалист, главный танцор              | Республика Корея |
| Юджин                 | Ким Ю Джин    | 03.03.1981    | Ведущий вокалист, ведущий рэпер, вижуал, лицо группы | Республика Корея |
| Шу                    | Кунимицу Шу   | 23.08.1981    | Главный рэпер, ведущий танцор, саб-вокалистка, макнэ | Япония           |

## Дискография
- См. статью «S.E.S. discography» в английском разделе.

### Корейские альбомы
- I’m Your Girl (1997)
- Sea & Eugene & Shoo (1998)
- Love (1999)
- A Letter from Greenland (2000)
- Choose My Life-U (2002)
- Remember (2017)

### Японские альбомы
- Reach Out (1999)
- Be Ever Wonderful (2000)

## Концерты
- A Sweet Kiss from The World of Dream (2000)
- Remember, the Day (2016)

## Премии и номинации
- См. статью «S.E.S. (band) § Awards» в английском разделе.